# Frei João Álvares
Frei João Álvares (Torres Novas, c. 1406 ou c. 1408 - Paço de Sousa, c. 1490) foi um frade da Ordem de Avis, cronista e escritor português. 
Há historiadores de arte que defendem que é uma das personagens presentes nos enigmáticos Painéis de São Vicente de Fora.

## Biografia
Foi moço de câmara do Infante D. Fernando quando teria dez anos de idade e aos vinte era seu secretário ou escrivão da câmara, tendo-o acompanhado na frustrada campanha de conquista de Tânger, em Marrocos, em 1437. Dado como refém, juntamente com o príncipe, esteve prisioneiro com ele em Arzila e em Fez. Foi resgatado em 1448, cinco anos depois da morte do D. Fernando, libertado em troca de um mouro, graças à intervenção do infante D. Pedro.~
Em 1450 voltou a Marrocos para resgatar com sucesso dois companheiros de prisão (João Rodrigues e Pêro Vasques) e trazer secretamente as relíquias do príncipe, que começava a ser objecto de culto como o Infante Santo.
No início de Junho de 1451 entrega em Santarém essas relíquias a D. Afonso V. Este incumbe João Álvares e João Rodrigues de as levarem, num cofre de madeira forrado de damasco preto, para o mosteiro da Batalha para serem colocadas no túmulo destinado a D. Fernando. No caminho passam por Tomar onde se encontra o infante D. Henrique que decide acompanhá-los e também encomendar as cerimónias religiosas para celebrar a deposição das relíquias. 
Após esta missão João Álvares ingressa ao serviço da casa do infante D. Henrique, que lhe pede que relatasse uma Crónica dos feitos do irmão, que João Álvares escreveu provavelmente entre 1451 e 1460.
É por esta altura que entra para a ordem de S. Bento de Avis, a cujo mestrado tinha pertencido ao infante D. Fernando. Aqui assume lugares de relevo sendo nomeado, em 1461, abade comendatário do Mosteiro de Paço de Sousa, cargo que exerceu durante 23 anos. Nesta função procedeu a uma reforma profunda onde implementou um conjunto de normas com vista a restabelecer a disciplina em todos os níveis de funcionamento do mosteiro. Igualmente aí traduziu para português obras religiosas como a Ordem de São Bento, os Sermões aos Irmãos do Ermo e o livro I da Imitação de Cristo. 
Em 1467 esteva na Flandres acompanhando Isabel de Portugal, Duquesa da Borgonha, irmã de D. Fernando. 
A presença de Frei João Álvares nas terras do ducado da Borgonha deve estar relacionada com a vontade expressa pela duquesa da Borgonha, da criação de uma capela na igreja de Santo António em Lisboa dedicada à memória do Infante Santo. A sua estada nas terras do ducado deve-se ter prolongado por cerca de dois anos. 
Daqui, em 1470, dirige-se a Roma onde consegue no início de 1470 o breve da aprovação das Constituições para a área de influência do mosteiro de Paço de Sousa, e traz duas bulas, uma a autorizar a instituição de uma capela de culto ao Infante Santo em Lisboa e a outra a conceder indulgências a quem assistisse às suas missas de sufrágio.
Em Agosto de 1471 D. Afonso V conquista Arzila e consegue aprisionar reféns próximos do dirigente da cidade, que servirão depois de moeda de troca para o resgate dos ossos do Infante Santo que, após um período de negociação, serão devolvidos em 1472. Frei João Álvares está presente no momento da chegada destes restos mortais a Lisboa e é ele que retira a urna do navio. O antigo secretário do infante D. Fernando acompanhará ainda o ataúde até ao momento da colocação das ossadas no respectivo túmulo no mosteiro da Batalha.
Morreu em Paço de Sousa por volta de 1490.